# Gare de Chevaigné
Gare de Chevaigné – przystanek kolejowy w Chevaigné, w departamencie Ille-et-Vilaine, w regionie Bretania, we Francji. Jest zarządzany przez SNCF (budynek dworca) i przez RFF (infrastruktura). 
Przystanek jest obsługiwany przez pociągi TER Bretagne. 

## Położenie
Znajduje się na linii Rennes – Saint-Malo, w km 389,549, na wysokości 41 m n.p.m., pomiędzy stacjami Betton i Saint-Germain-sur-Ille.

## Linie kolejowe
- Rennes – Saint-Malo